# صبحي الطفيلي
صبحي الطفيلي (من مواليد 1948) هو عالم دين شيعي من بلدة بريتال اللبنانية، وأول أمين عام لحزب الله اللبناني. انتقد الطفيلي تدخل حزب الله في سوريا لدعم نظام بشار الأسد محذرًا من أن زج إيران للحزب في المعركة بـسوريا سيفتح الباب أمام حرب بين السنة والشيعة، ومن شأنه أن يقضي على المقاومة ضد إسرائيل.

## ولادته ونشأته
1. ولد في العام 1948م، في بلدة بريتال اللبنانية (في منطقة البقاع اللبنانية)
2. تلقى علومه الأولى في منطقته.
3. تأثّر بالخطاب الإسلامي في عمر مبكر فسافر إلى النجف لتلقّي علومه الدينية فيها.
4. أبرز أساتذته في النجف كان السيد محمد باقر الصدر، وكان من أصدقاء السيد عباس الموسوي ثاني أمين عام لحزب الله.
5. انتسب إلى صفوف حزب الدعوة أيام وجوده في النجف.
6. في العام 1979م، ولدى عودته إلى لبنان أطلق «تجمع علماء المسلمين» الذي ضمّ العديد من العلماء المسلمين، واتخذ من منطقة البقاع مقراً له.

## في حزب الله
1. منذ عودته إلى لبنان عمل في الوسط الديني والسياسي في منطقة البقاع اللبنانية.
2. لدى انتصار الثورة في إيران في العام 1979م، أعلن ولاءه لها وساعد الحرس الثوري الإيراني على العبور إلى لبنان وتدريب مجموعات فيه لمقاومة الاجتياح الإسرائيلي ، كما زار إيران مرات عدة والتقى بقيادات عدة فيها.
3. مع بداية الاجتياح الإسرائيلي للبنان في العام 1982م، شارك مع الحرس الثوري ومجموعة من قيادات العمل الإسلامي والميداني في تأسيس حزب الله اللبناني.
4. انتخب أول أمين عام لحزب الله اللبناني وذلك في العام 1989م. وركّز في عهده على تصعيد عمليات المقاومة الإسلامية المسلحة ضد الوجود الإسرائيلي في الجنوب اللبناني، وتقديم الدعم للانتفاضة الفلسطينية.
5. خاض معارك قاسية ضد حركة أمل اللبنانية في منطقة إقليم التفاح أيام توليه الأمانة العامة للحزب فيما أصبح يعرف بحرب الأشقاء. (ويقال أن ابنه البكر قد أصيب في إحدى هذه المعارك)

## بدء الخلاف
1. في العام 1991م، جرت انتخابات ثانية في حزب الله انتخب فيها السيد عباس الموسوي خلفا له، فعاد الشيخ صبحي الطفيلي واحداً من أعضاء مجلس شورى حزب الله.
2. بعد وفاة السيد عباس الموسوي في العام 1992، كان الشيخ صبحي الطفيلي هو من أعلن باسم مجلس شورى حزب الله، بيان تنصيب السيد حسن نصرالله أمينا عاما لحزب الله وذلك قبيل دفن السيد عباس الموسوي.
3. في الانتخابات النيابية اللبنانية العام 1992م، اعترض الشيخ صبحي الطفيلي على دخول حزب الله إلى البرلمان اللبناني. مع أن مقرّبين منه (مثل الشيخ خضر طليس) كانوا قد دخلوا الندوة البرلمانية عن حزب الله.
4. بعد وفاة السيد عباس الموسوي بدأ التباين بين القيادة الجديدة لحزب الله والشيخ صبحي الطفيلي، الذي كان له العديد من الملاحظات خاصة على العمل السياسي لحزب الله، وعلى اتفاقية التفاهم بعد حرب نيسان (عناقيد الغضب) 1996م. كما كان له اعتراض على «شخصنة» الحزب وربط الامور كلها بشخص واحد والابتعاد عن منطق الشورى.
5. بعدها انصرف الشيخ صبحي الطفيلي لممارسة الدعوة والتبليغ الديني وسط أبناء الطائفة الشيعية وبخاصة الفقراء منهم في منطقتي بعلبك الهرمل. فأنشا حوزة عين بورضاي في منطقة البقاع اللبنانية.
6. في الانتخابات النيابية اللبنانية التي جرت في العام 1996م، عارض اتفاق التحالف الذي جمع حزب الله وحركة أمل.
7. عارض بشدّة وانتقد سياسيات رفيق الحريري المالية والاقتصادية، الهادفة (كما كان يراها) إلى افقار الشعب وهيمنة رؤوس الأموال على البلد. كما اختلف مع قيادة الحزب على آلية مواجهة هذه السياسات وعلى علاقة الحزب بالحريري.
8. في العام 1997م، واحتجاجًا على تردي الأوضاع الاجتماعية والاقتصادية للشيعة في لبنان أعلن العصيان المدني على الدولة اللبنانية، كما أعلن قيام ثورة الجياع. وقد عارض حزب الله رسميا هذه التحركات ودعا إلى مقاطعتها.
9. في 24 يناير/ كانون الثاني عام 1998 اتخذ حزب الله قرارا بفصل الشيخ الطفيلي من صفوفه.
10. حدثت اشتباكات مسلحة بين أنصاره وبعض أفراد حزب الله في حوزة عين بورضاي يوم 30 يناير/ كانون الثاني 1998. وقتل أثناء تبادل إطلاق النار الذي شارك فيه الجيش اللبناني الشيخ خضر طليس (نائب سابق) وأحد الضباط اللبنانيين.

## خارج حزب الله
1. صدرت بحقه أحكام قضائية عدّة، منها ما هو مرتبط بحادثة عين بورضاي ومنها ما هو عائد إلى أيام الحرب الأهلية اللبنانية، حيث يراه البعض مسؤولا عن بعض الهجمات على الجيش اللبناني في منطقة البقاع.
2. رغم الأحكام القضائية التي صدرت بحقه فإنه مايزال حتى الآن في منزله يستقبل زواره ويقيم معهم كل خميس مجالس عزاء حسينية، كما أنه يصرّح بحرية في الإعلام ويعقد مؤتمرات صحافية علنية.
3. بعد خروجه من حزب الله وجّه انتقادات قاسية لقيادة الحزب واتهمها بالعمل على حماية المستعمرات الإسرائيلية في شمال إسرائيل.
4. انتقد موافقة قيادة الحزب على اتفاقية نيسان التي توصل إليها الأطراف بعد حرب عناقيد الغضب على الجنوب اللبناني في العام 1996م.
5. ظهر التباين بينه وبين إيران على مقاربة الملفات الشيعية في العالم العربي، وحتى أصبح يرى إيران الدولة خطرا على التشيّع.
6. رغم خروجه من صفوف حزب الله وتباين آرائه مع الإيرانيين، إلّا أنه ما يزال يرفع خلفه صورة الخميني.
7. بعد وفاة رفيق الحريري في لبنان وقيام حركة 14 آذار، بدا الشيخ صبحي الطفيلي من خلال تصريحاته ومواقفه أقرب إلى هذه الحركة مع أنه لم ينضمّ إليها صراحة.
8. انتقد الازدواجية الإيرانية في التعامل مع أمريكا في المنطقة فليس من المقبول: «أن أتحالف مع الأمريكيين في العراق وأتحارب معهم في لبنان بقيادة واحدة فهذا أمر لا يقبله عاقل»
9. وفي آخر مواقفه المعلنة، أيّد الشيخ صبحي الطفيلي النسبية في القانون الانتخابي النيابي اللبناني.
10. أيد الشيخ صبحي الطفيلي الثورة السورية ضد النظام في سوريا